# Эргнетский рынок
Эргнетский рынок (груз. ერგნეთის ბაზრობა) — стихийный рынок, действовавший с 1993 по 2004 годы на подконтрольной Грузии территории села Эргнети Горийского муниципалитета. Рынок располагался на территории, прилегающей к участку Цхинвали-Гори Транскавказской магистрали вблизи границы Южной Осетии, непосредственно граничил с городской чертой Цхинвали.
Стихийная приграничная торговля в Эргнети началась в 1993 году почти сразу после подписания Дагомысских соглашений, прекративших острую фазу грузино-южноосетинского конфликта и ввода миротворческих сил в нейтральную зону между Цхинвали и грузинскими деревнями Горийского муниципалитета. Общий кризис постсоветских экономик привёл к обнищанию населения с обеих сторон конфликта и сделал очень прибыльными контрабандные сделки с продовольствием, энергоносителями и табаком. Основным местом сделок и мелкооптовой торговли стал участок автотрассы вблизи села Эргнети. Товары попадали на рынок из России по Транскавказской магистрали, минуя грузинскую таможню, из-за правовой коллизии: установить таможенный пункт сразу на границе с Россией не позволяли власти самопровозглашённой Южной Осетии, а устанавливать таможенный пункт на фактической линии разграничения на окраине Цхинвали отказывалась уже грузинская сторона чтобы не признавать такой установкой де-факто существующую границу.
Рынок служил основным местом оптовой торговли контрабандными пищевыми и хозяйственными товарами, ввозившимися через Южную Осетию из России. Объём контрабанды бензина и горюче-смазочных материалов достигал 5 тысяч тонн в месяц. Непосредственно на рынке было занято примерно 2—3 тысячи человек, плюс сопоставимое количество людей получали доходы, косвенно связанные с работой рынка. Полный оборот Эргнетского рынка превышал 100 миллионов долларов в год, по другим данным он мог доходить до 200 миллионов долларов в год, из которых около 130 миллионов долларов приходились на сделки с пшеничной мукой, большинство из которых лишь заключались на рынке, а физически товар сразу отправлялся по назначению, минуя рынок. Транзит и торговля служили важными источниками доходов бюджета и населения Южной Осетии. В 2003 году доходы бюджета составляли 4 452 тысяч долларов, из них 2 728 тысяч долларов, то есть около 62 % формировались за счёт поступлений, прямо или косвенно связанных с транзитом грузов через республику.
Деятельность рынка была сдерживающим фактором для сторон грузино-южноосетинского конфликта, способствовала восстановлению взаимного доверия. На рынке был принят неписаный кодекс поведения, исключавший насильственные столкновения. Возникавшие конфликты в основном были связаны с нарушением правил ведения бизнеса, межэтнических конфликтов практически не было. Обе стороны конфликта считали деятельность рынка одной из гарантий мира и стабильности в регионе. Однако из-за происходившей на рынке наркоторговли, торговли оружием и непрерывной борьбы за влияние противоборствующих преступных групп, в течение всего время его существования Эргнетский рынок являлся криминогенной зоной.
Пришедшая в ноябре 2003 года к власти в результате Революции роз партия Единое национальное движение в первую очередь столкнулась с отсутствием средств для нормального функционирования госаппарата. Одним из очевидных способов улучшить ситуацию с наполнением бюджета было перекрытие таможенных лазеек в Аджарии и Южной Осетии. Противостояние в Батуми завершилось в начале мая 2004 года полной победой центрального правительства Грузии над кланом Абашидзе, нормальное государственное управление в Аджарии было восстановлено. Ситуация в Южной Осетии была сложнее из-за межэтнического конфликта, в эскалации которого в 1991 году была большая доля личного участия президента Звиада Гамсахурдиа. С другой стороны, деятельность Эргнетского рынка в 1993—2004 в значительной степени сгладила острые чувства от затихшего конфликта.
Первоначально президент Михаил Саакашвили избрал мирную тактику, пытаясь договориться о перкращении контрабанды и возврате Южной Осетии в фактическую юрисдикцию Грузии. Тактика не привела к успеху, осетинское руководство в лице Эдуарда Кокойты затягивало переговоры, не желая ни уступать власть, ни терять доходы от транзита грузов. По всей видимости, ситуация допускала компромиссное решение с учётом интересов обеих сторон, но грузинское руководство приняло одностороннее решение перекрыть таможенную лазейку Эргнетского рынка силовым образом.
Рынок был закрыт 11 июня 2004 года властями Грузии путём физического перекрытия подъездов к рынку и остановки товарного транзита через грузинский контрольно-пропускной пункт на Транскавказской магистрали, конструкции рынка были снесены строительной техникой. Закрытие рынка привело к немедленному увеличению таможенных сборов Грузии, но поспешность действий грузинского правительства, не попытавшегося легализовать транзит через Южную Осетию, подвергалась в Грузии критике. Закрытие рынка сопровождалось взаимными угрозами, перестрелками, в которых погибло больше двадцати человек. Прекращение работы рынка разрушило атмосферу взаимного доверия, привело к разрыву хозяйственных и деловых связей, резкому ухудшению материального положения людей по обе стороны линии разграничения и, по-видимому, стало одной из важных причин обострения грузино-южноосетинского конфликта в 2004 году и последовавшей в 2008 году войны.
После закрытия рынка приграничная торговля в Эргнети свелась к единичным торговым точкам, а после войны 2008 года прекратилась совсем. В 2012 победившая на выборах в Грузии партия «Грузинская мечта» предлагала возобновить работу Эргнетского рынка в качестве инструмента для восстановления доверия и налаживания диалога с Южной Осетией. 28 декабря 2014 года на территории бывшего рынка силами грузинской стороны была проведена однодневная реконструкция рынка, включавшая концерт, продажу сельхозпродукции и бесплатное медицинское обследование.
В сентябре 2023 года представители деловых кругов России, Грузии и Южной Осетии обсуждали возможность возобновления товарного транзита через Транскам, отмечая, что пропускная способность Военно-Грузинской дороги недостаточна для возросшего потока грузов. В ноябре 2023 года стало известно, что территория, на которой располагался рынок, была продана из госсобственности за символическую цену фирме грузинского предпринимателя Гиви Джалабадзе, известного своими связями с правящей партией «Грузинская мечта». Проект использования территории, представленный компанией-покупателем, представляет собой торговое пространство с крупной автостоянкой, компания взяла на себя обязательство завершить строительство комплекса в течение трёх лет.